# Kinzigtal total
Kinzigtal total ist eine öffentliche Radfahrveranstaltung, die seit 1992 jährlich im Herbst, jeweils am 2. Sonntag im September, entlang der Kinzig zwischen der Kinzigquelle bei Sterbfritz und Hanau stattfindet und mit dem Ziel gegründet wurde, den Radverkehr zu fördern. Die 80 Kilometer lange Strecke gilt auch als „Hessens längstes Straßenfest“. Zählte das Fest in den 1990er-Jahren noch 100.000 Besucher, sind es inzwischen 50.000–70.000 Besucher.

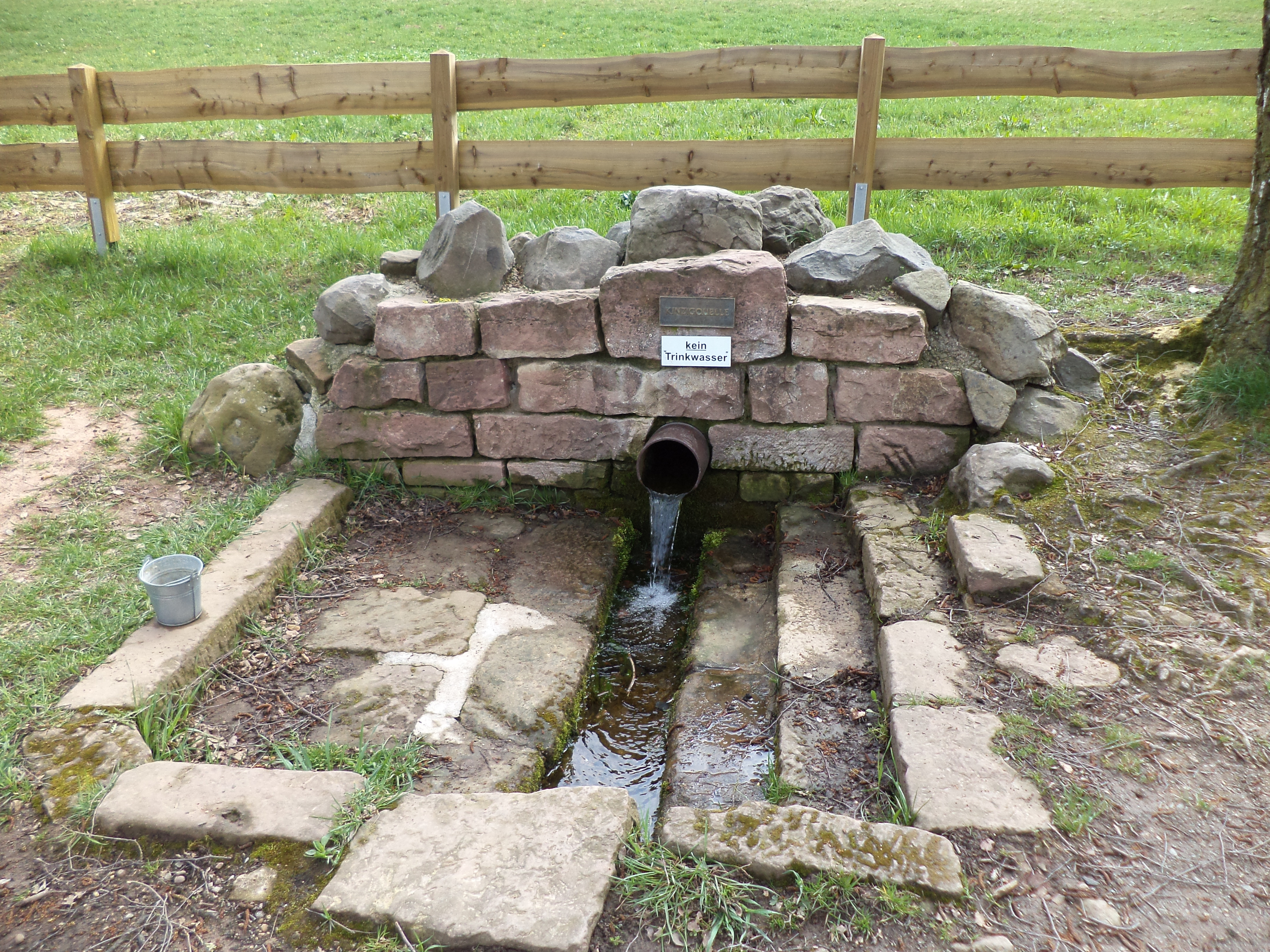
Kinzigquelle (Sterbfritz)

Am Tage der Veranstaltung wird u. a. die komplette Bundesstraße 40 zwischen Hanau und Schlüchtern sowie die weiterführenden Landstraßen bis Sterbfritz von morgens 9.00 bis 18.00 am Abend für den Kraftfahrzeugverkehr gesperrt. Das Motto lautet „Vorfahrt fürs Rad“.
Die Deutsche Bahn setzt an diesem Tag Sonderzüge von Hanau Hbf nach Sterbfritz ein, die unterwegs auch in Langenselbold, Gelnhausen, Wächtersbach, Bad Soden-Salmünster, Steinau an der Straße und Schlüchtern halten; daneben wird in Sterbfritz ein Bettenlager zum Übernachten aufgestellt. An den Orten, die an der Radstrecke liegen, finden zahlreiche Sonderveranstaltungen statt; auch das Deutsche Rote Kreuz sowie viele Radfahrervereine sind entlang der Strecke präsent, um Radfahrer zu verköstigen und mit Material bzw. bei einem Unfall zu versorgen.
Im Jahre 2020 musste die für den 13. September geplante Veranstaltung wegen der COVID19-Pandemie abgesagt werden.

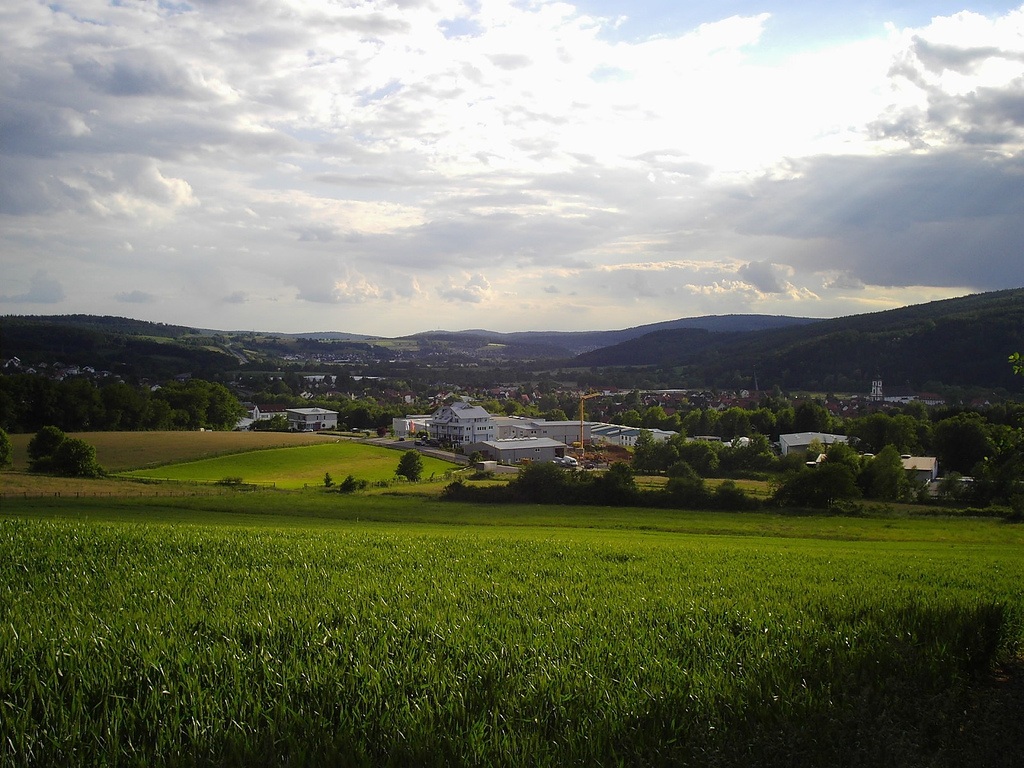
Kinzigtal mit Sicht auf Bad Soden-Salmünster